# Gymnospora
Gymnospora (Chodat) J.F.B.Pastore é um gênero planta da família Polygalaceae endêmico do Brasil com duas espécies.
O gênero foi segregado do gênero Polygala L. em 2013 pelo Prof. Dr. José Floriano Barêa Pastore

## Espécies
- Gymnospora blanchetii (Chodat) J.F.B.Pastore
- Gymnospora violoides (A.St.-Hil. & Moq) J.F.B.Pastore